# Dion Lobb
Dion Lobb (né le 3 décembre 1980) est un ancien joueur de cricket néo-zélandais. Il est connu pour avoir joué un match de première classe pour Otago en 2007. 

## Voir également
- Liste des joueurs de cricket représentatifs d'Otago